# Лавандовая угроза
Лавандовая угроза (англ. Lavender Menace) — группа радикальных феминисток-лесбиянок, объединившаяся во время Второго конгресса женского объединения 1 мая 1970 года в Нью-Йорке с целью протеста против исключения лесбиянок и их проблем из повестки феминистского движения. Участницами группы стали Карла Джей, Марта Шелли, Рита Мэй Браун, Луи Харт, Барбара Лав, Эллен Шумски, Артемис Марч, Синтия Фанк, Микела Гриффо. Большинство из них входили во Фронт освобождения геев и Национальную организацию женщин. Название группы появилось как ответ на высказывание Бетти Фридан о том, что лесбиянки составляют «лавандовую угрозу» для прогресса движения за права женщин.